# 阻燃劑 (塑膠)
阻燃劑是用在塑料，紡織品和塗料中，為了抑制或抵禦火災的蔓延所加入的化學品。塑膠產品已廣泛用於日常生活中，除了機械特性的要求外，也日益重視阻燃防火的安全特性，為了符合產品設計對於阻燃塑膠材料的需求。
人類最早使用阻燃劑的歷史可追溯到西元前450年的古埃及人，當時是利用明礬來降低易燃性，西元前200年的古羅馬人則是利用明礬加醋混合來提高阻燃劑效果。

## 類型
目前常用的阻燃劑可按照化學組成，分為有機鹵系、有機磷系和無機系三大類；或依是否為聚合物的一部分，分為反應型和添加型。
- 無機系：礦物如氫氧化鋁（ATH）、氫氧化鎂（MDH）、杭特礦和水菱鎂礦，各式水合物、紅磷以及硼化合物，主要是硼酸鹽類。
- 有機鹵系：此類包括有機氯，例如氯橋酸衍生物和氯化石蠟；有機溴，如十溴二苯醚（deca-BDE）、十溴二苯乙烷（十溴二苯醚的替代品），溴化聚合物，如溴化聚苯乙烯、溴化碳酸酯低聚物 （BCO）、溴化環氧低聚物（BEO）、四溴鄰苯二甲酸酐、四溴雙酚A (TBBPA) 和六溴環十二烷（HBCD）。大多數的有機鹵阻燃劑會與增效劑一起使用以提高其效率。三氧化二銻便是一種被廣泛使用的增效劑，而五氧化二銻和銻酸鈉等銻化合物也會被使用。
- 有機磷系：此類包括有機磷酸鹽，例如磷酸三苯酯（TPhP）、間苯二酚雙(二苯磷酸酯)（RDP）、雙酚 A 磷酸二苯酯 （BADP）和磷酸三甲苯酯（TCP）；膦酸鹽，如甲基膦酸二甲酯（DMMP）；和次膦酸鹽，如二乙基次膦酸鋁。還有一類重要的阻燃劑，它同時含有磷和鹵素。此類化合物包括磷酸三(2,3-二溴丙基)酯，和氯化有機磷酸酯，例如磷酸三（1,3-二氯-2-丙基）磷酸酯（TDCPP）以及四（2-氯乙基）二氯異戊基二磷酸酯 (V6)。
- 其他還有像是羧酸、二羧酸等有機化合物

無機阻燃劑大多是添加型阻燃劑，他們不會進入聚合物的結構中。大多數有機鹵素和有機磷酸鹽化合物，它們雖然是存在於聚合物結構中的反應型阻燃劑，但也不會永遠保持有效。進行進一步的研究依然持續進行，化學家將更多的化學基團接到這些材料上，希望在不失去其阻燃效率的情況下，使它們能夠結合得更好。而這亦可避免這些材料排放到環境中。
由於公眾對阻燃劑排放的爭論，某些不會排放至環境中的反應型非鹵化產品已於 2010 年後陸續進入市場。一些新的反應型阻燃劑甚至因其對環境的影響低而獲得了美國環保署的批准。

## 應用

### 無鹵型
無鹵阻燃劑在樹脂材料中之應用情形
| 樹脂材料     | 應用產品     | 無鹵難燃劑總類 |
| ------------ | ------------ | -------------- |
| PP           | 板材         | P/N系化合物    |
| PP           | 板材         | 金屬氫氧化物   |
| PE           | 電線、電纜   | P/N系化合物    |
| PE           | 電線、電纜   | 金屬氫氧化物   |
| PBT          | 電子產品零件 | 磷系化合物     |
| Nylon        | 電子產品零件 | 氮系化合物     |
| Nylon        | 電子產品零件 | 磷系化合物     |
| Epoxy resins | PCB          | 反應型添加劑   |

### 溴系型
溴化阻燃劑（BFR）在電子產品內的應用如下：
| 耐燃劑                 | 塑膠種類                  | 電子產品應用                                                                                             |
| ---------------------- | ------------------------- | --- |
| 十溴聯苯醚（Deca-BDE） | HIPS （耐衝擊性聚苯乙烯） | 電子機殼、手機、錄放影機、遙控器                                                                         |
| 十溴聯苯醚（Deca-BDE） | PE                        | 電線及電纜                                                                                               |
| 十溴聯苯醚（Deca-BDE） | PP                        | 建築用電纜、通訊用電纜、電容器薄膜                                                                       |
| 十溴聯苯醚（Deca-BDE） | PBT                       | 電子產品用連接器                                                                                         |
| 十溴聯苯醚（Deca-BDE） | 环氧树脂                  | 個人電腦中使用及其他電子產品電路板                                                                       |
| 十溴聯苯醚（Deca-BDE） | 6Nylon                    | 電子產品連接器、電路遮斷器、線圈                                                                         |
| 四溴双酚A（TBBPA）     | 环氧树脂                  | 電路板板材、在個人電腦上使用的電路板、其他電子產品                                                       |
| 四溴双酚A（TBBPA）     | ABS樹脂                   | 電腦外殼、鍵盤、電視、個人電腦監視器、收音機、遙控器、錄放影機、電源轉接器、電池、手機、辦公室自動化設備 |
| 六溴環十二烷（HBCD）   | EPS （可發性聚苯乙烯）    | 建材 |

## 阻燃機制

### 吸熱降解
一些化合物在高溫下會吸熱分解。鎂和鋁的氫氧化物，以及各式各樣、鎂和鋁的碳酸鹽類和水合物，如:杭特礦與水菱鎂礦的混合物。這些物質反應去除反應物中的熱量，從而冷卻反應物。
氫氧化物和水合物的利用，受制於它們相對較低的分解溫度，這限制了聚合物的最高加工溫度（即那些應用於電線和電纜的聚烯烴材料）。

### 熱屏蔽(凝結相)
阻止火焰在材料蔓延的另一種方法是在燃燒和未燃燒的部分間創造一個隔熱屏障。經常使用的膨脹型添加劑，其工作原理便是在聚合物表面炭化，從而將火焰與未燃燒部分分開並減緩向未燃燒部分的熱傳遞。
非鹵化的無機和有機磷酸鹽阻燃劑基本上便是用這項機制，生成燒焦的磷酸聚合物層來發揮防火作用。

### 釋放氣體
一些材料的熱降解所產生的惰性氣體（最常見的二氧化碳和水）能稀釋可燃氣體，降低它們的分壓以及氧的分壓，進而減緩反應速度。

### 氣相自由基淬滅
氯化和溴化材質在熱降解時會釋放氯化氫和溴化氫，若還有三氧化銻等增效劑存在，則會釋放鹵化銻。它們與火焰中的高反應性H ·和OH · 等自由基反應，產生惰性分子和Cl ·或Br ·自由基。與H ·或OH ·相比，鹵素自由基的反應性要小得多，因此大幅降低了燃燒時自由基氧化反應的力度。

## 使用和有效性

### 消防安全標準
阻燃劑通常添加到工業和消費品中，以滿足家具、紡織品、電子產品和絕緣材料等建築產品的耐燃性標準。
1975 年，加州發出第117號技術公告 (TB 117)，該公告要求用於填充家具的聚氨酯泡沫等材料能夠承受蠟燭等級的小明火至少 12 秒。為了符合第117號技術公告的標準，家具製造商通常會在聚氨酯發泡材料裡加入添加型鹵化有機阻燃劑 。儘管此時美國其他州並沒有類似的標準，但有鑒於加州的市場如此龐大，製造商們於美國各地分銷的產品中也都符合了 TB 117。美國家具中阻燃劑的傳播，尤其是鹵化有機阻燃劑與 TB 117 密切相關。
為應對軟墊家具中阻燃劑對健康影響的擔憂，加州於 2013 年 2 月提議修改 TB 117，要求覆蓋軟墊家具的織物滿足悶燒測試並取消發泡材料的耐燃性標準。州長Jerry Brown於 11 月簽署了修改後的 TB117-2013，並於 2014 年生效。修改後的法規并不要求減少阻燃劑的使用。
然而，這些消除阻燃劑向環境排放的問題可以通過使用一種新型的高效阻燃劑來解決，這種阻燃劑不含鹵素化合物，並且能永久存在於家具和寢具產業所使用的發泡材料的化學結構中。添加該類阻燃劑的發泡材料已被證明不會排放出阻燃劑。這項新技術基於全新開發的“綠色化學”，最終泡沫含有約三分之一重量的天然油。在加州 TB 117生產中使用該技術泡沫，可以繼續保護消費者免受明火點燃危害，同時提供新認可和新需求的保護，防止化學物質排放到家庭和辦公室環境中。最近在 2014 年開展的“綠色化學”研究表明，可以製造出含有約 50% 天然油的發泡材質。這些低排放發泡材質有一個令人感興趣的特性，就是它能夠減少高達 80% 的煙霧排放量，而這有助於火場逃生，並降低現場應急人員（特別是消防員）的風險。
在歐洲，各國對家具的耐燃標準不一，英國和愛爾蘭是最嚴格的。一般來說，全球家具和軟裝家具的各種常見阻燃測試的排名表明，加州的 Cal TB117 - 2013 測試是最容易通過的，其次Cal TB117 -1975的，其次是英國測試 BS 5852，然後是 Cal TB133。全球最苛刻的耐燃性測試裡，其中一項可能是美國聯邦航空管理局對飛機座椅的測試，該測試使用煤油燃燒器噴射火焰來測試物件。英國政府進行的 2009 年 Greenstreet Berman 研究表明，自1988年英國頒布家具和陳設品消防安全條例後， 2002 年至 2007 年期間，該安全條例每年減少 54 人死亡，780人受到非致命性傷害，以及避免了1065起火災。

## 問題

### 耐熱性
本身雖具有阻燃自熄能力，但阻燃劑在成形過程有可能造成熱裂解，且使用阻燃劑也比起一般塑料熱穩定性相對較差。 

### 吐霜和電鍍
在射出成形過程中，阻燃劑如果析出表面，會造成成品表面污染，同時會造成模具的污染。

### PBDE型阻燃劑
PBDE型相當廣泛使用在塑膠添加劑上，但 PBDE型燃燒後卻可能衍生致癌的戴奧辛（toxic dioxin）或呋喃（or difuran）成分。